# 드롬주의 캉통
프랑스 드롬주에는 총 19개의 캉통이 속해 있다. 2015년 3월 행정구역 총개편으로 인해 현재는 다음과 같이 설치되어 있다.
- 부르드페아주
- 크레스
- 디외레피
- 르디우아
- 드롬데콜린
- 그리냥
- 로리올쉬르드롬
- 몽텔리마르 1
- 몽텔리마르 2
- 니옹제바로니
- 로망쉬르이제르
- 생발리에
- 탱레르미타주
- 르트리카스탱
- 발랑스 1
- 발랑스 2
- 발랑스 3
- 발랑스 4
- 베르코르몽뒤마탱